# رضا بهرام غلوم
رضا بهرام محمد علي غلوم (مواليد 25 مايو 1992 في البحرين) هو لاعب كرة قدم بحريني يجيد اللعب في مركز حراسة المرمى. يلعب حاليا لصالح المنامة الذي ينافس في الدوري البحريني الممتاز منذ 2022.

## المسيرة الرياضية

### الأندية
في 1 يوليو 2010 تم تصعيد بهرام إلى الفريق الأول بنادي المنامة. في موسمه الأول 2010-2011 وفي بطولة الدوري الممتاز ساهم في احتلال فريقه المركز الخامس بفارق 9 نقاط عن البطل المحرق. وفي بطولة كأس ملك البحرين ساهم في وصول فريقه إلى الدور الربع النهائي حينها خسر من المحرق 0-3.
في موسمه الثاني 2011-2012 وفي بطولة الدوري الممتاز ساهم في احتلال فريقه المركز الثامن بفارق نقطتين عن منطقة الهبوط. وفي بطولة كأس ملك البحرين ساهم في وصول فريقه إلى الدور الربع النهائي حينها خسر من النجمة بركلات الترجيح.
في موسمه الثالث 2012-2013 وفي بطولة الدوري الممتاز ساهم في احتلال فريقه المركز الخامس بفارق 21 نقطة عن البطل البسيتين. وفي بطولة كأس ملك البحرين ساهم في وصول فريقه إلى الدور الربع النهائي حينها خسر من الرفاع 0-3.
في موسمه الرابع 2013-2014 وفي بطولة الدوري الممتاز ساهم في احتلال فريقه المركز الثاني الوصيف بفارق نقطة واحدة عن البطل الرفاع. وفي بطولة كأس ملك البحرين ساهم في وصول فريقه إلى الدور الربع النهائي عندما خسر من الشباب 2-3.
في موسمه الخامس 2014-2015 وفي بطولة الدوري الممتاز ساهم في احتلال فريقه المركز الثالث بفارق 7 نقاط عن البطل المحرق. وفي بطولة كأس ملك البحرين ساهم في وصول فريقه إلى الدور الربع النهائي عندما خسر من المحرق 1-3. وفي بطولة كأس الخليج للأندية فشل فريقه في التأهل إلى الدور الربع النهائي بعدما احتل المركز الثالث الأخير في المجموعة الثالثة بفارق 3 نقاط عن صاحب المركز الثاني كاظمة الكويتي.
في موسمه السادس 2015-2016 وفي بطولة الدوري الممتاز ساهم في احتلال فريقه المركز السابع بفارق نقطة واحدة عن منطقة الهبوط. وفي بطولة كأس ملك البحرين ساهم في وصول فريقه إلى الدور الربع النهائي عندما خسر من المحرق 2-6. وفي بطولة كأس الاتحاد البحريني فشل فريقه في التأهل إلى الدور النصف النهائي بعدما احتل المركز الثالث في المجموعة الثانية بفارق 3 نقاط عن صاحب المركز الثاني الرفاع الشرقي.
في موسمه السابع 2016-2017 وفي بطولة الدوري الممتاز ساهم في احتلال فريقه المركز الرابع بفارق 3 نقاط عن البطل المالكية. وفي بطولة كأس ملك البحرين ساهم في تتويج فريقه بالبطولة بعدما تغلب في المباراة النهائية على المحرق 2-1 ليحقق بهرام أولى بطولاته مع الأندية. وفي بطولة كأس الاتحاد البحريني فشل فريقه في التأهل إلى الدور النصف النهائي بعدما احتل المركز السادس في المجموعة الثانية بفارق 6 نقاط عن صاحب المركز الثاني البحرين.
في موسمه الثامن 2017-2018 وفي بطولة الدوري الممتاز ساهم في احتلال فريقه المركز الثالث بفارق 16 نقطة عن البطل المحرق. وفي بطولة كأس ملك البحرين ساهم في وصول فريقه إلى الدور الربع النهائي عندما خسر من النجمة 1-2 في مجموع المباراتين. وفي بطولة كأس السوبر البحريني ساهم في تتويج فريقه بعدما تغلب على المالكية بركلات الترجيح ليحقق بهرام ثاني بطولاته مع الأندية. وفي بطولة كأس النخبة البحريني فشل فريقه في التأهل إلى الدور النصف النهائي بعدما احتل المركز الثالث الأخير في المجموعة الثانية بفارق نقطة واحدة عن صاحب المركز الثاني النجمة. وفي بطولة كأس الاتحاد الآسيوي فشل فريقه في التأهل إلى الدور النصف النهائي لغرب آسيا بعدما احتل المركز الرابع الأخير في المجموعة الثانية بفارق 11 نقطة عن المتصدر العهد اللبناني.
في موسمه التاسع 2018-2019 وفي بطولة الدوري الممتاز ساهم في احتلال فريقه المركز الثاني الوصيف بفارق 6 نقاط عن البطل الرفاع. وفي بطولة كأس ملك البحرين ساهم في وصول فريقه إلى الدور الربع النهائي عندما خسر من المحرق بأفضل الأهداف خارج الأرض بعد التعادل 2-2 في مجموع المباراتين. وفي بطولة كأس النخبة البحريني ساهم في وصول فريقه إلى الدور النصف النهائي عندما خسر من الحد 0-2. وفي بطولة كأس الاتحاد البحريني فشل فريقه في التأهل إلى الدور النصف النهائي بعدما احتل المركز الثاني في المجموعة الثالثة بفارق الأهداف عن المتصدر البحرين.
في موسمه العاشر والأخير 2019-2020 وفي بطولة الدوري الممتاز ساهم في احتلال فريقه المركز السادس بفارق 4 نقاط عن منطقة الهبوط. وفي بطولة كأس ملك البحرين ساهم في وصول فريقه إلى الدور النصف النهائي عندما خسر من المحرق 1-3 في مجموع المباراتين. وفي بطولة كأس السوبر البحريني خسر فريقه من الرفاع بركلات الترجيح. وفي بطولة كأس الاتحاد البحريني فشل فريقه في التأهل إلى الدور النصف النهائي بعدما احتل المركز الثاني في المجموعة الثانية بفارق 5 نقاط عن المتصدر الرفاع الشرقي.
في 4 نوفمبر 2020 انتقل بهرام من المنامة إلى الحد البحريني (الدوري الممتاز) في صفقة انتقال حر. في موسمه الوحيد 2020-2021 وفي بطولة الدوري الممتاز ساهم في احتلال فريقه المركز الخامس بفارق 18 نقطة عن البطل الرفاع. وفي بطولة كأس ملك البحرين ساهم في وصول فريقه إلى الدور النصف النهائي حينها خسر من الأهلي بركلات الترجيح. وفي بطولة كأس الاتحاد البحريني فشل فريقه في التأهل إلى الدور النصف النهائي بعدما احتل المركز الرابع في المجموعة الأولى بفارق 6 نقاط عن المتصدر الرفاع الشرقي.
في 1 يوليو 2021 انتقل بهرام من المنامة إلى الخالدية البحريني (الدوري الممتاز) في صفقة انتقال حر. في موسمه الوحيد 2021-2022 وفي بطولة الدوري الممتاز ساهم في احتلال فريقه المركز الثالث بفارق 12 نقطة عن البطل الرفاع. وفي بطولة كأس ملك البحرين ساهم في تتويج فريقه بالبطولة بعدما تغلب في المباراة النهائية على الرفاع الشرقي بركلات الترجيح ليحقق بهرام ثالث بطولاته مع الأندية. وفي بطولة كأس الاتحاد البحريني فشل فريقه في التأهل إلى الدور النصف النهائي.
في 1 يوليو 2022 انتقل بهرام من الخالدية إلى المنامة البحريني (الدوري الممتاز) في صفقة انتقال حر. في موسمه الثاني عشر 2022-2023 وفي بطولة الدوري الممتاز ساهم في احتلال فريقه المركز الثاني الوصيف بفارق نقطة واحدة عن البطل الخالدية. وفي بطولة كأس ملك البحرين ساهم في وصول فريقه إلى الدور النصف النهائي حينها خسر من الحالة 1-2. وفي بطولة كأس الاتحاد البحريني فشل فريقه في التأهل إلى الدور النصف النهائي بعدما احتل المركز الثاني في المجموعة الثانية بفارق نقطة واحدة عن المتصدر الأهلي. وفي بطولة كأس العرب للأندية الأبطال خرج فريقه من المرحلة الأولى عندما خسر في الدور التمهيدي الأول من الهلال السوداني 2-4 في مجموع المباراتين.

### المسيرة التدريبية
في 16 أكتوبر 2022 حصل بهرام على شهادة التدريب C للاعبي المنتخبات.

## الإنجازات
- المنامة (2)
  - كأس ملك البحرين (1): 2017/2016
  - كأس السوبر البحريني (1): 2017
- الخالدية (1)
  - كأس ملك البحرين (1): 2022/2021